# Andrzej Warchał

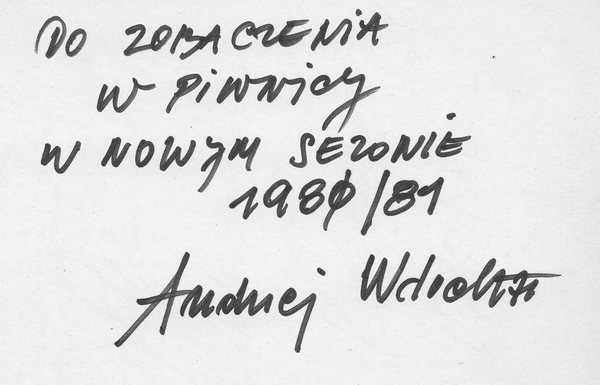
Autograf z lata 1980

Andrzej Stanisław Warchał (ur. 16 marca 1943 w Krakowie, zm. 16 maja 2008 tamże) – polski satyryk, aktor, scenarzysta i reżyser filmów animowanych.

## Życiorys
Andrzej Stanisław Warchał urodził się 16 marca 1943 w Krakowie. Ukończył Akademię Sztuk Pięknych im. Jana Matejki w Krakowie w 1970. W 1968 wziął udział w wydarzeniach marcowych, za co został aresztowany. Występował w kabarecie Piwnica pod Baranami w latach 1963–1995, gdzie został jedną z gwiazd. Był rozpracowywany przez Służbę Bezpieczeństwa za propagowanie antykomunistycznych poglądów podczas występów kabaretowych. Walizkowa, składana czerwona mównica, z którą pojawiał się przed widzami, towarzyszyła mu podczas scenicznych występów. W 1981 w piśmie aktywu ZSMP „Płomienie”, nazwano go:

czerwonym komisarzem, który zza swojej czerwonej trybunki wygłasza bałamutne komunały.

Recenzję napisała Bożena Krzywobłocka, podpisując się „Widz”.
Kręcił filmy w Studio Filmów Animowanych w Krakowie, z którym współpracował od 1968 jako scenarzysta, a później został kierownikiem literackim. Swój pierwszy film Namiar zrealizował w 1976. W 1979 za film Gołąbek otrzymał Grand Prix w Lille. W 1980 Minister Kultury i Sztuki przyznał Warchałowi nagrodę resortową. Andrzej Warchał zrealizował ponad 20 filmów. Muzykę do jego filmów napisali m.in. piwniczanie Jan Kanty Pawluśkiewicz i Zygmunt Konieczny.
Teksty satyryczne publikował w warszawskich „Szpilkach” i krakowskim „Przekroju”, również wydał tę twórczość jako książki.
W okresie stanu wojennego został internowany 13 grudnia 1981. Przetrzymywany był w Nowej Hucie-Ruszczy, Nowym Wiśniczu i w Załężu, jako jedyny z artystów występujących w Piwnicy. W Załężu przebywał od 29 grudnia 1981. Zwolniony został decyzją wydaną 7 stycznia 1982.
Jest jednym z bohaterów książki Jerzego Armaty Anima. Mistrzowie polskiej animacji (wyd. EGoFILM, Warszawa 2025).

## Życie prywatne

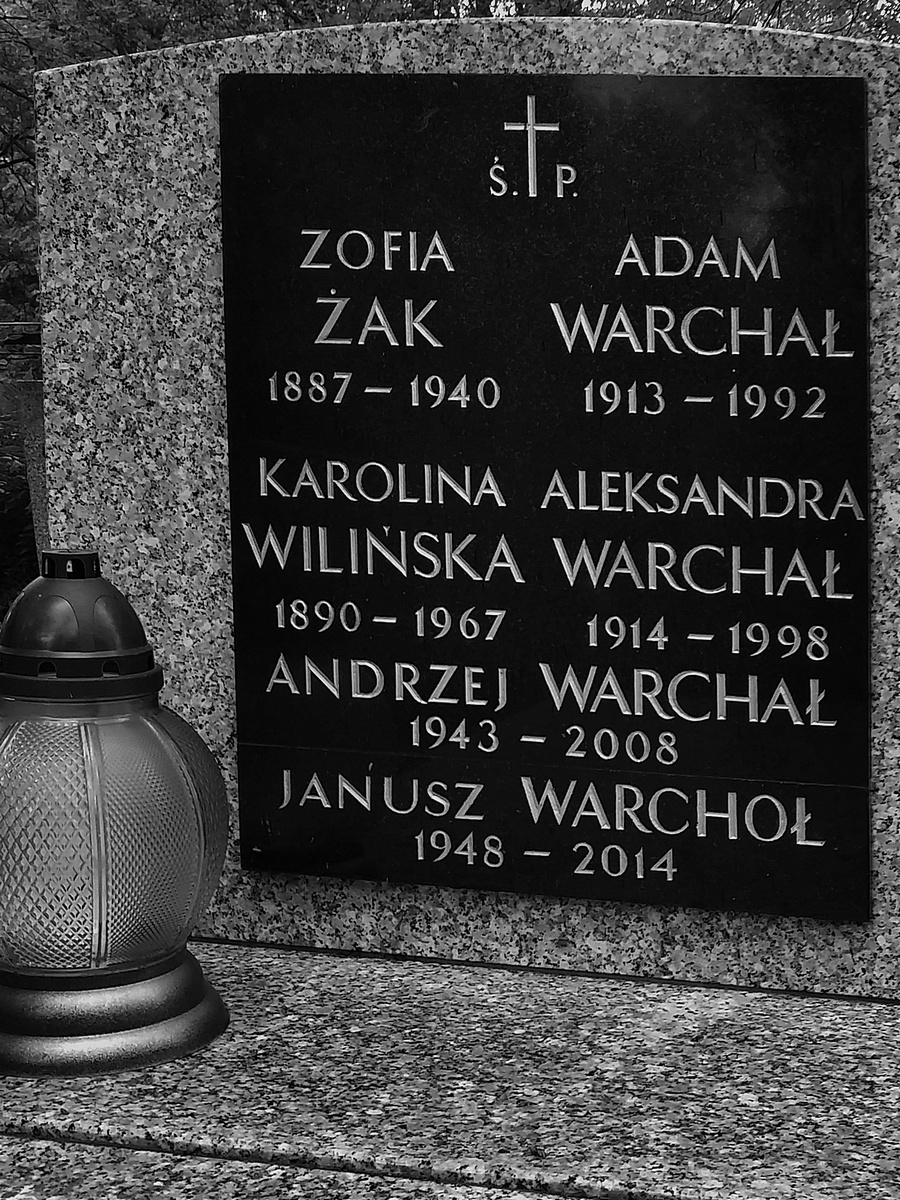
Tablica nagrobna na grobie rodzinnym

Ojcem artysty był Adam (1913–1992), matką – Aleksandra (1914–1998). Ojciec przeżył pobyt w KL Auschwitz.
Artysta zmarł 16 maja 2008 w Krakowie. Został pochowany na cmentarzu Rakowickim kwatera LXV rząd 8.

## Nagrody
- 1978 – „Pax” – Linz (MFF) – dyplom honorowy;
- 1979 – „Gołąbek” – Lille (8. MFFKiD) – Grand Prix w kategorii Film animowany;
- 1980 – „Cinéma vérité” – Espinho (9. Międzynarodowy FFA) – nagroda specjalna jury;
- 1980 – „Gołąbek” – nagroda ministra kultury i sztuki;
- 1981 – „Droga z przejazdem strzeżonym” – Kraków (Ogólnopolski FFK) – Syrenka Warszawska, wyróżnienie Klubu Krytyki Filmowej SDP;
- 1984 – „Ta nasza młodość” – Białystok (7. Konfrontacje Filmowe „Młodzi za i przed kamerą”) – wyróżnienie honorowe oraz puchar „Gazety Współczesnej”;
- 1984 – „Ta nasza młodość” – Oberhausen (30. MFFK) – nagroda pracowników festiwalu;
- 1984 – „Poznać świat” – Kraków (Ogólnopolski FFK) – Nagroda Główna Brązowy Lajkonik w kategorii Inne formy;
- 1985 – „Czwartek – nieczynne” – Syrenka Warszawska, nagroda Klubu Krytyki Filmowej SDP;
- 1986 – „Semper in altum” i „Szpital polowy” – nagroda szefa kinematografii za najwybitniejsze osiągnięcia programowe w dziedzinie filmu za rok 1985 w kategorii filmu krótkometrażowego;
- 1987 – „Semper in altum” – Zamość (Festiwal Filmów Animowanych Animafilm) – nagroda;
- 1987 – „Dotańczyć mroku” – Kraków (Ogólnopolski FFK) – Nagroda Główna Brązowy Lajkonik.

Źródło: Filmpolski.pl oraz Culture.pl.

## Twórczość (reżyser)
- 1976 „Namiar”
- 1977 „Retrospekcja”, „Pax”
- 1978 „Spotkanie”, „Rozbrojenie totalne (wskazówki i zalecenia)”, „Gołąbek”
- 1979 „Anna”, „Cinema verite”
- 1980 „Droga z przejazdem strzeżonym”, „Przesłanie”
- 1981 „Mówcy”
- 1982 „Ta nasza młodość”
- 1984 „Twarz”, „Poznać świat”, „Rozmowa synów Lota z ojcem po obejrzeniu się matki”
- 1985 „Czwartek nieczynne”, „Semper in altum”
- 1986 „Dotańczyć mroku”, „Szpital polowy”
- 1987 „Amfilada”, „Otwarcie sezonu”
- 1989 „Mój portret”, „Powolny dojazd do centrum miasta”

Źródło: Filmpolski.pl.

## Książki
- Zagęszczenie, czyli opowieści futurologiczne, Wydawnictwo Literackie, Kraków, 1983 ISBN 83-08-00927-1.
- Teksty z Piwnicy pod Baranami oraz inne, Zebra Agencja Wydawnicza, Kraków, 2000, ISBN 83-87219-37-1.